# XX Весов
XX Весов (лат. XX Librae) — одиночная переменная звезда в созвездии Весов на расстоянии приблизительно 7878 световых лет (около 2415 парсеков) от Солнца. Видимая звёздная величина звезды — от +12,6m до +11,6m.

## Характеристики
XX Весов — пульсирующая переменная звезда типа RR Лиры (RRAB).